# Dionizy Sidorski
Dionizy Sidorski (ur. 10 czerwca 1936 w Warszawie) – polski pisarz, reportażysta, redaktor.

## Życiorys
Studiował na Wydziale Filozoficzno-Historycznym Uniwersytetu Wrocławskiego. W latach 1960–1963 był redaktorem miesięcznika „Odra” we Wrocławiu, na łamach którego wcześniej debiutował jako prozaik. W latach 1963–1967 był redaktorem dwutygodnika „Rada Robotnicza”, w późniejszym okresie był kierownikiem literackim Polskiego Radia we Wrocławiu. Od 1974 roku mieszkał w Białymstoku, gdzie pracował jako zastępca redaktora naczelnego, a później redaktor naczelny miesięcznika „Kontrasty”. W latach 1982–1984 był redaktorem tygodnika „Przegląd Tygodniowy”, 1994–2003 redaktorem naczelnym kwartalnika „Nowe Kontrasty”.
Od 1963 roku należał do PZPR.

## Odznaczenia
W czasach PRL był odznaczony m.in.: Złotym Krzyżem Zasługi, Medalem 30-lecia Polski Ludowej i odznaką Zasłużony Działacz Kultury.

## Twórczość
- Szałas z tarniny (opowiadania, 1963)
- Trzech wspaniałych i jeden zmęczony (reportaże, 1964)
- Ziemia obiecana (powieść, 1965)
- Niech spłonie las (powieść, 1967)
- Tak długo tu szedłem (powieść, 1972)
- Zielony ocean (reportaże, 1973)
- Piramida, czyli coś mnie gryzie (opowiadania, 1974)
- Szalony Jasnowidz, czyli rzecz o Maurycym Mochnackim (1977)
- Żywoty bagienne (reportaże, 1980)
- Niepokonani? Portrety ludzie z ziem zachodnich i wschodnich (szkice, 1981)
- Nie znam takiego monarchy (opowieść, 1982)
- Może przebaczą nam duchy (opowieść, Wydawnictwo Pojezierze, Olsztyn 1983)
- Zabiorę cię ze sobą (powieść, 1985)
- "Panie Kochanku" (opowieść, 1987)
- Wszystko nie tak (powieść, 1989)